# Hey Jude
Hey Jude – ballada rockowa zespołu The Beatles. Została napisana przez Paula McCartneya. Ta trwająca 7 minut i 9 sekund piosenka przez dwa tygodnie była numerem jeden na brytyjskich listach przebojów, zaś w Stanach Zjednoczonych pozostała na szczycie listy magazynu „Billboard” przez dziewięć tygodni, co stanowi rekord, jeśli chodzi o piosenki tego zespołu. Sprzedaż singla sięgnęła 8–10 mln egzemplarzy.
Piosenka, pierwotnie zatytułowana Hey Jules, została napisana przez McCartneya dla syna Johna Lennona, Juliana, aby załagodzić jego cierpienia związane z rozwodem ojca z Cynthią Powell. Piosenka ta trafiła na wiele list Best of…, włączając w to te, które zostały utworzone przez magazyn „Rolling Stone”.

## Inspiracja, kompozycja
Po rozwodzie Johna i Cynthii Paul McCartney odwiedził ich syna, Juliana. Ze względu na długoletnią przyjaźń między muzykami czuł się zobowiązany do pomocy tej rodzinie w trudnych momentach. Według słów artysty właśnie wtedy powstał pomysł na utwór, zatytułowany początkowo „Hey Jules”, a następnie przemianowany na „Hey Jude” ze względu na lepsze brzmienie tytułu. Cynthia Powell zaś odebrała kompozycję jako troskę McCartneya o losy jej rodziny.
Julian Lennon, który miał bliższy kontakt z McCartneyem niż z ojcem, dowiedział się o tym, że „Hey Jude” została zadedykowana jemu, niemalże dwadzieścia lat później. Niezależnie od intencji artysty wiele osób było zdania, że piosenka ta jest skierowana do nich, włączając w to Johna Lennona.
Poza Lennonem, za odbiorcę tej piosenki uważała się także dziennikarka „Daily Express”, Judith Simons. Wiele osób (w tym Lennon) wysuwało też hipotezy, że McCartney, mając problemy z Jane Asher, jego byłą partnerką, napisał Hey Jude jako podświadome „przesłanie dla siebie”. Kiedy Lennon wspomniał, że myślał, że „Hey Jude” została napisana dla niego, McCartney zaprzeczył, po czym powiedział Johnowi, że napisał piosenkę o sobie.
McCartney początkowo grał tę piosenkę dla swoich przyjaciół i innych muzyków, podobnie zresztą postąpił z „Yesterday”.

## Nagranie
The Beatles nagrali łącznie 25 kompletnych wersji tego utworu 29 i 30 lipca 1968 w studiu przy Abbey Road w Londynie. Najważniejszą zaplanowali jednak nagrać w Trident Studios, ze względu na to, iż tamtejsze pomieszczenie posiadało lepsze wyposażenie. Jedna z nich jest dostępna na 3. wydaniu Antologii zespołu. Najważniejsze elementy ścieżki nagrano w Tridencie 31 lipca. Producentem został George Martin. Stworzono cztery wersje utworu, za najlepszą uchodzi najwcześniejsza. Piosenkę ukończono 1 sierpnia, dodając do niej partię orkiestry złożonej z 10 skrzypiec, 3 wiolonczeli, 3 altówek, 2 fletów, 1 kontrafagotu, 1 fagotu, 1 klarnetu, 1 klarnetu kontrabasowego, 4 trąbek, 2 waltorni, perkusji, 2 kontrabasów i puzonu – łącznie 36 instrumentów. Podczas końcowych nagrań The Beatles poprosili członków zespołu, aby ci klaskali podczas refrenu w ustalonym rytmie. Większość przystała na tę propozycję.
Ringo Starr niemal spóźnił się ze swoim wejściem. Opuścił studio niezauważony przez innych członków zespołu, podczas gdy rozpoczęto nagrywanie. Powrócił jednak na czas, by rozpocząć swoją partię. Podczas nagrywania głównej wersji utworu odpowiednio w 2:56 i 2:58 minutach nagrania Lennon krzyknął: Wrong chord!, Fucking hell!. Ma to miejsce po tym, jak śpiewa „let her into your skin”, McCartney zaś w tym momencie wykonuje „let her under your skin”. Dźwiękowiec obecny wtedy w studiu, Ken Scott, przyznał, że podczas obróbki obsceniczny zwrot wycięto.
George Harrison podczas prób dodawał własne partie gitarowe, co wywoływało konflikt z McCartneyem. W wywiadzie z 1994 roku McCartney wyznał, że narzucał członkom zespołu swój punkt widzenia pod wpływem stresu i presji popularności grupy.
Ron Richards, który pracował dla George’a Martina, odkrywca zespołu The Hollies, uczestniczył w wielu sesjach nagraniowych The Beatles. Stwierdził on, że podczas prób McCartney narzucał własne porządki, nie znosił sprzeciwu i był gotów do wszelkich poświęceń dla osiągnięcia jak najlepszych efektów.

## Singiel
Chociaż piosenka ta została nagrana podczas przygotowywania płyty The Beatles, zawsze była uważana za singiel, nie zaś część tego wydawnictwa. Singiel „Hey Jude” ukazał się nakładem Apple Records 26 sierpnia 1968 w Stanach Zjednoczonych, a 30 sierpnia w Wielkiej Brytanii; na jego stronie B znalazła się piosenka „Revolution”. Płyta doszła na szczyty list przebojów w jedenastu krajach. Był to drugi najlepiej sprzedający się singiel zespołu, zaraz po „I Want to Hold Your Hand”. Łącznie na świecie nabyto 8–10 mln egzemplarzy.
Lennon chciał, aby to utwór „Revolution” znalazł się na stronie A, jednak nie zgodzili się na to pozostali członkowie zespołu. W wywiadach dla amerykańskich czasopism „Rolling Stone” (1970) i „Playboy” (1980) nadal nie zgadzał się z tą decyzją.

## Teledysk
The Beatles zatrudnili Michaela Lindsay-Hogga do nakręcenia teledysku do „Hey Jude”. Ten miał już doświadczenie przy podobnych produkcjach, stworzył m.in. wideoklip do „Paperback Writer”. Wcielili w życie pomysł wykonania na żywo z udziałem moderowanej publiczności. Utwór wykonano podczas The Frost Programme, obecni goście wykonali razem z zespołem drugą część piosenki.

## Popularność
Piosenka „Hey Jude” była nominowana do nagród Grammy w 1968 roku w kategoriach: piosenka roku, płyta roku i najlepszy koncert grupy popowej roku, jednak nie odniosła zdobyła wyróżnienia w żadnej z kategorii. Utwór ten zdobył liczne inne wyróżnienia, przyznawane przez czasopisma branżowe, m.in. dla najlepiej sprzedającego się singla czy piosenki roku. W 2001 roku piosenka znalazła się w Panteonie Sławy Recording Academy, organizacji zrzeszającej instytucje zajmujące się przemysłem muzycznym. W 2004 roku utwór został sklasyfikowany na 8. miejscu listy 500 utworów wszech czasów czasopisma „Rolling Stone”. Channel 4 umieścił ją na 3. miejscu w kategorii „100 najlepszych singli”. Była także drugim singlem The Beatles na szczycie listy „Billboard” Hot 100, wcześniej znalazło się tam „I Want to Hold Your Hand”. Później trafiła tam jeszcze inna piosenka McCartneya, „Silly Love Songs” (1976).

### Stany Zjednoczone
Singiel z „Hey Jude” dostał się na listę przebojów Hot 100 14 września, gdzie pozostawał przez kolejnych 19 tygodni, dwa tygodnie później trafiła na 1. miejsce, na którym utrzymywał się przez kolejnych 9. Stał się tym samym najdłużej utrzymującym się na szczycie singlem The Beatles, będąc jednocześnie najdłuższą w historii piosenką na szczycie zestawienia. Ponieważ amerykańskie stacje radiowe nie emitowały utworów trwających dłużej niż trzy lub cztery minuty, specjalnie dla nich przygotowano skróconą wersję tej piosenki.
Ze względu na praktykowane w USA osobne zaliczanie w rankingach stron A i stron B, na drugim miejscu pod względem sprzedaży znajdowała się Revolution. Była to także pierwsza płyta The Beatles, w której zamiast tradycyjnego zdjęcia okładką była zwykła kartka z nadrukiem. W pięć miesięcy po wydaniu sprzedano 3,75 miliona egzemplarzy singla, wkrótce wynik wzrósł do 5 milionów sztuk w samych Stanach Zjednoczonych. Płyta uzyskała tytuł złotej jeszcze zanim trafiła na listę przebojów, status platynowej uzyskała jednak po ponad trzydziestu latach – 17 lutego 1999.

### Wielka Brytania
W Wielkiej Brytanii „Hey Jude” singiel znajdował się na liście przebojów przez szesnaście tygodni, począwszy od 7 września 1968, na jej szczyt trafił tydzień później. W ojczyźnie zespołu, w przeciwieństwie do USA, przetrwała na najwyższej pozycji tylko 2 tygodnie, został z niej wyparty przez „Those Were the Days” Mary Hopkin, inny singel wytwórni Apple.
„Hey Jude” pozostaje największym komercyjnym sukcesem zespołu, mimo silnej konkurencji ze strony takich utworów jak „Let It Be” czy „Yesterday”, które także zostały stworzone przez McCartneya. Trwa ponad siedem minut – jedyną tak długą piosenką, która trafiła na światowe listy przebojów w latach 60., była „MacArthur Park” Richarda Harrisa. MacArthur Park nie odniósł jednak sukcesu na Wyspach – tam „Hey Jude” pozostawał najdłuższym utworem, który trafił na szczyt listy przebojów przez ćwierć wieku, do momentu kiedy był notowany singiel „I’d Do Anything for Love (But I Won’t Do That)” Meat Loafa, który trwa 7:58 w wydaniu singlowym.

## Listy przebojów
| Kraj              | Lista                          | Pozycja |
| ----------------- | ------------------------------ | ------- |
| Australia         | Kent Music Report              | 1       |
| Australia         | Go-Set National Top 40         | 1       |
| Austria           | Ö3 Austria Top 40              | 1       |
| Belgia            | Ultratop 50 Singles (Flandria) | 1       |
| Dania             | Danmarks Radio*                | 1       |
| Finlandia         | Intro*                         | 2       |
| Hiszpania         | Top 100                        | 1       |
| Holandia          | Dutch Top 40                   | 1       |
| Holandia          | Single Top 100                 | 1       |
| Irlandia          | Irish Singles Chart            | 1       |
| Japonia           | Oricon International Chart     | 1       |
| Japonia           | Oricon Singles Chart           | 5       |
| Jugosławia        | Džuboks                        | 1       |
| Kanada            | RPM                            | 1       |
| Niemcy            | Top 100 Singles                | 1       |
| Norwegia          | VG-lista                       | 1       |
| Nowa Zelandia     | Top 40 Singles Chart           | 1       |
| Polska            | Polish Pathfinders Station*    | 2       |
| Szwajcaria        | Singles Top 75                 | 1       |
| Włochy            | Top Singoli                    | 4       |
| Wielka Brytania   | Official Singles Chart Top 50  | 1       |
| Stany Zjednoczone | Hot 100                        | 1       |

* wydawca

## Sprzedaż tekstu piosenki
W 1996 roku Julian Lennon zapłacił na aukcji 25 tys. funtów za notatki z nagrania piosenki. Potem wydał kolejnych 35 tys. na zakup pamiątek po ojcu. Według Johna Cousinsa, managera Juliana, Lennonem kierowały pobudki osobiste.
Później Lennon odsprzedał te notatki z powrotem McCartneyowi. W 2006 roku prawa autorskie do „Hey Jude” posiadał Julian Lennon – są to jedne z nielicznych praw, których nie kontrolował Michael Jackson.
W 2002 roku oryginalny tekst piosenki został niemal sprzedany na aukcji w londyńskim domu aukcyjnym Christie’s. Wartość kartki papieru z odręcznie napisanymi słowami była szacowana na około 80 tys. funtów, zapowiedziano ją na 20 kwietnia 2002. McCartney zwrócił się w tej sprawie do sądu, dowodząc, że przedmiot ten został skradziony z jego londyńskiego domu. Richard Morgan, reprezentujący dom aukcyjny, uważał, że piosenkarz nie ma żadnych dowodów na to, że był w posiadaniu tejże kartki. Sąd orzekł na korzyść McCartneya i zatrzymał aukcję. Do Christie’s przedmiot wysłał Francuz, Florrent Tessier, który twierdził, że kupił ją na ulicznym targu w Londynie na początku lat siedemdziesiątych za 10 funtów. W oryginalnym katalogu z tamtej aukcji Julian Lennon wpisał słowa: „Dziwne uczucie wiedzieć, że ktoś napisał o tobie piosenkę. To ciągle mnie porusza.”.

## Opinie
Krytyk muzyczny, Alan Pollock, odniósł się pozytywnie do niezrozumiałego sformułowania. Stwierdził także, że nie jest to typowa długa piosenka, gdyż łączy elementy zwykle przypisywane hymnom przy użyciu ledwie kilku akordów. Po wprowadzeniu piosenki, w nieco późniejszym momencie, ma miejsce długi, dwuminutowy fragment, kiedy Na, na, na…Hey Jude powtarzane jest osiemnaście razy. Pollock opisał to jako „zdumiewająco transcendentalny efekt”, inny krytyk zaś zaobserwował, że ostateczny efekt powtarzania fascynuje.

## Odniesienia w kulturze
- Piosenka ta pojawia się w cyklu Mroczna Wieża Stephena Kinga, z nieznacznie zmodyfikowanym początkiem, brzmiącym Hey Jude, I see you, lad.
- Fragment utworu, brzmiący Remember to let her into your heart pojawił się w filmie Sisterhood of the Traveling Pants.
- Odniesienia do „Hey Jude” można też znaleźć w Shangri-la w wykonaniu Electric Light Orchestra. Piosenka ta nawiązuje zarówno do treści piosenki The Beatles, jak i bezpośrednio do jej tytułu: Faded like the Beatles on Hey Jude.
- Angielski zespół Kula Shaker nazwał jedną ze swoich piosenek „Hey Dude”.
- Współczesny brytyjski poeta, Roger McGough także zatytułował jeden ze swoich wierszy Hey Dude. Opowiada on o powstawaniu piosenki, pomijając jednak zupełnie fakt istnienia Julesa Lennona.
- Na końcu japońskiego filmu animowanego The End of Evangelion pojawia się piosenka zatytułowana „Kom Susser Tod” – inspiracją dla jej stworzenia było „Hey Jude”.

## Twórcy
- Paul McCartney – wokal przewodni, pianino, gitara basowa
- John Lennon – gitara akustyczna, wokal wspomagający
- George Harrison – gitara, wokal wspomagający
- Ringo Starr – perkusja
- Orkiestra, w skład której wchodziło 36 instrumentów

## Nowe aranżacje
Piosenka „Hey Jude” doczekała się kilku coverów:
- Największym komercyjnym sukcesem okazała się wersja, którą stworzył Wilson Pickett wraz z członkami The Allman Brothers Band – jako jedyny cover tej piosenki trafił na listę „Billboard” Hot 100.
- Innym autorem nowej aranżacji był Elvis Presley. Zespół Toots and The Maytals nagrał wersję stworzoną na potrzeby albumu Here Comes the Sun: A Reggae Tribute, który był hołdem dla The Beatles.
- Bing Crosby nagrał cover piosenki w 1968 roku i umieścił go na swoim albumie Hey Jude/Hey Bing! z 1969 roku.
- Metallica nagrała krótką parodię tego utworu.
- Brothers Johnson przygotowali wersję tej piosenki dla filmu All This and World War II.
- W filmie z 1988 roku, będącym ekranizacją Nieznośnej lekkości bytu Milana Kundery, czeska interpretacja „Hey Jude” (Hej Jude) wykonywana przez Martę Kubišovą została wykorzystana do zilustrowania wydarzeń Praskiej Wiosny.
- Zespół Beatallica, zajmujący się parodiowaniem muzyki Beatlesów, nagrał cover tego utworu noszący tytuł „Hey Dude”, i zamieścił go na płycie Sgt Hetfield’s Motorbreath Pub Band.
- Cover nagrał także Tom Jones.
- Własną wersję przedstawiła amerykańska grupa The Temptations na albumie „Puzzle people”.